# Maria della Baia degli Angeli
(Il regista del film, Manuel Pradal)
Maria della Baia degli Angeli è un film del 1997, scritto e diretto da Manuel Pradal.

## Trama
In un'immaginaria località costiera nel sud della Francia, situata in prossimità di un'insenatura nota come "Baia degli Angeli", così chiamata per via di un'antica leggenda, il diciassettenne Orso è un ladruncolo che vive alla giornata e che sogna di possedere una pistola; egli si innamora di Marie, quindicenne che frequenta alcuni marinai americani e che vive in uno stato di assoluta libertà. Dopo un furto andato male, Orso finisce in un riformatorio, mentre Marie, nel frattempo, subisce una delusione dietro l'altra, inseguendo inutilmente l'amore, che non troverà mai tra i marinai e i ragazzi con cui esce. L'occasione le si presenta quando incontra Orso, appena fuggito dal riformatorio; insieme scappano dalla città e si rifugiano in un'isoletta deserta, vivendo alcuni giorni da soli, a contatto soltanto con una natura incontaminata. Tornati alla realtà della città dopo questa esperienza paradisiaca, la ripresa dei furti da parte di Orso condurrà la loro relazione verso un drammatico epilogo.

## Cast[1]
Essendo il film interpretato quasi interamente da attori non professionisti, la parte più complessa della sua realizzazione è stata il casting degli attori: regista e troupe hanno impiegato più di un anno per trovare coloro che dovessero impersonare il cast artistico. Furono visionati più di quindicimila ragazzini, molti dei quali trovati negli stadi, nelle spiagge, nelle palestre, sia in Francia che in Italia.
- Vahina Giocante venne notata dalla responsabile del cast Marion Gervais a Marsiglia, lungo la spiaggia. A detta del regista, incarnava appieno lo spirito della ragazza del Sud ed era anche una ballerina. Venne scelta quando erano già state provinate più di 7000 ragazzine.
- Frédéric Malgras lo trovarono a nord di Parigi e faceva parte di una carovana di rom; lui e la sua gente vivevano nei boschi in stato di assoluta povertà.
- Per trovare le persone che avrebbero impersonato i marinai americani, venne adottato lo stesso metodo utilizzato per i ragazzini: non potendo permettersi attori che provenissero direttamente dagli Usa, la troupe si mise a cercare nei bar e lungo le strade e vennero reclutati anche dei ragazzi irlandesi.

## Critica
- Ricco di talento e di furbizia, incline nel bene e nel male alle invenzioni visive, Pradal esordisce con un film notevole e diseguale. La Giocante è una presenza forte Commento del dizionario Morandini che assegna al film tre stelle su cinque di giudizio.[2]
- Il dizionario Farinotti assegna al film una stella su cinque, senza rilasciare un giudizio di critica.[3]